# Фрайберг, Джейлен
Джейлен Рэй Фрайберг (англ. Jaylen Ray Fryberg) — американский подросток, устроивший 24 октября 2014 года стрельбу в столовой Marysville Pilchuck High School, Мэрисвилл, штат Вашингтон, США, учеником которой являлся. В результате погибли 5 человек, включая самого стрелявшего,   один получил ранение в лицо. Фрайберг застрелился на месте преступления.
Его последним сообщением в Твиттере, отправленным вечером накануне трагедии, стала фраза  It won't last.... It'll never last.... («Всё закончено.... Всё всегда заканчивается....»)

## Жертвы
- Зои Рэйн Галассо (14). По одной из версий, именно из-за неразделённой любви к ней Джейлен пошёл на преступление. Была убита на месте выстрелом в  голову.[5][6][7]
- Джиа Кристин Сориано (14). Получила ранение в голову. Умерла 26 октября в Региональном медицинском центре Провиденса.[8]
- Шейли Адель Чукулнаскит (14). Была тяжело ранена выстрелом в голову. Доставлена в Региональный медицинский центр Провиденса, где скончалась 31 октября. [9][10]
- Эндрю Фрайберг (15). Двоюродный брат Джейлена. Встречался с Зои Галассо. Также был доставлен в госпиталь Провиденса с двумя тяжёлыми ранениями, одно из которых в голову. Спустя две недели после случившегося, поздним вечером 7 ноября, было объявлено о его смерти. Эндрю оказался единственной жертвой убийцы, в которую тот стрелял более одного раза.[11]
- Натан Хэтч (14). Также кузен Джейлена Фрайберга. Единственная жертва преступления, которой удалось выжить. Натан получил ранение в челюсть и был доставлен в Медицинский центр Харборвью в Сиэтле, где его поместили в реанимацию. Его состояние было признано удовлетворительным уже 27 октября[12]. После   хирургической операции по восстановлению   челюсти  был выписан из больницы 6 ноября[13][14].

Двум школьникам была оказана помощь на месте. При этом так и не было выяснено, получили ли они свои ранения во время нападения. Две ученицы, сидевшие за столом с убитыми, физически не пострадали.